# Ordine della Croce militare
L'Ordine della Croce Militare è un ordine cavalleresco polacco.

## Storia
L'ordine è stato fondato il 18 ottobre 2006 e viene assegnato per servizio distinto, sacrificio e coraggio nelle azioni contro il terrorismo nel paese o all'estero durante le missioni delle forze armate della Repubblica di Polonia.

## Classi
L'ordine dispone delle seguenti classi di benemerenza:
- Gran croce
- Croce di commendatore
- Croce di cavaliere

| Insegne            | Insegne               | Insegne    |
| ------------------ | --------------------- | ---------- |
|                    |                       |            |
| Nastri             |                       |            |
| Croce di cavaliere | Croce di commendatore | Gran croce |

## Insegne
- Il nastro è viola con due strisce rosse.